# Guy Endore
Guy Endore (nacido como Samuel Goldstein, 4 de julio de 1901, Brooklyn, Nueva York -12 de febrero de 1970, Los Ángeles,California) fue un escritor, guionista, traductor y activista estadounidense.
Autor de varias novelas, en su mayoría biografías noveladas, sin embargo, también incursionó en otros géneros como el terror, lo sobrenatural, el thriller e incluso la ciencia ficción. Sus obras más conocidas son: El hombre lobo de París, que fue la base de la película La maldición del hombre lobo de 1961, dirigida por Terence Fisher; Methinks the lady… (1946) también llevada al cine en 1947 bajo el nombre Whirlpool y dirigida por Otto Preminger y Babouk: the story of a slave (1934). Otras importantes novelas fueron en su mayoría biografías noveladas: Casanova: his known and unknown life (1929) –biografía de Giacomo Casanova-, The sword of God: Joan of Arc (1933) –Biografía de Juana de Arco-, King of París (1956) –Biografía de Alejandro Dumas, Voltaire! Voltaire! (1961) –Biografía de Voltaire- y Satan’s Saint (1965)- Biografía del Marqués de Sade-. A Endore se lo conoce más por su participación en varias películas de Hollywood como, por ejemplo: La marca del vampiro (1935) y Muñecos infernales (1936) ambas dirigidas por Tod Browning, El cuervo (1935), Song of Russia (1943) de Gregory Ratoff, The story of G.I. Joe (1945) de William Wellman y He ran all the way (1951) de John Berry. Así mismo, Endore fue un hombre comprometido con la justicia social, lo que lo hizo participar activamente en los movimientos comunistas de Estados Unidos, así mismo, fue un firme activista contra la guerra de Vietnam y en defensa de las minorías afroamericanas y chicanas, entre muchas otras causas progresistas de la época. También, escribió bajo el seudónimo de Harry Relis.

## Primeros años
Guy Endore nació en Brooklyn, Nueva York, el 4 de julio de 1901; siendo el menor de los cuatro hijos del matrimonio conformado por Malka Halpern (22 de abril de 1872-17 de mayo de 1905) e Isidor Goldstein (28 de diciembre de 1865- 21 de marzo de 1930)este último era un minero de carbón, inventor e inversor asentado en Pittsburgh; tuvo dos hermanas (Celia y Ray) y un hermano (Mark). acorde a la página web Find a grave los padres de Endore podrían provenir de Europa oriental, Isidor habría nacido en Mylivtsi (Milowce en polaco), una aldea de la región de Galitzia ubicada hoy en Ucrania pero perteneciente en ese entonces al imperio Austro-Húngaro. Por su parte Malka Halpern habría nacido en el Imperio ruso.
Durante sus primeros años de vida Endore vivió en una condición social marcada por la pobreza, esa difícil situación económica llevó al suicidio de su madre Malka cuando Endore tenía cuatro años. Isidor decidió entonces cambiar su apellido Goldstein por Endore y enviar a los niños a un orfanato metodista. No obstante, tiempo después Isidor tendría suerte en los negocios y vendería uno de sus inventos y tras soñar que su difunta esposa quería que les diera una educación europea a los niños, decidió enviar a Endore y a sus hermanos a estudiar a Europa, específicamente a Viena –por entonces capital del imperio austrohúngaro. Endore vivió en Viena con sus hermanos al cuidado de una institutriz católica pero cuando el dinero de Isidor se agotó, aunado al inició de la Primera Guerra Mundial, Endore y sus hermanos volvieron a Estados Unidos junto con su padre. 
Durante los años veinte Endore estudió en el Carnegie Technical Institute, pero luego se trasladó a la Universidad de Columbia donde alcanzó los grados de licenciatura en artes 1923 y maestría en artes en 1925. Durante ese tiempo aprendió los idiomas francés y alemán, pudiendo con esto llevar a cabo traducciones de la novela Alraune (la mandrágora, en español) del alemán Hanns Heinz Ewers en 1929, y textos de los franceses André Demaison y de Pierre Loti.

## Ámbito literario
El primer trabajo literario importante que se conoce de Endore sería Casanova: his known and unknown life (1929) una novela sobre el libertino veneciano. Al año siguiente publicaría The man from limbo (1930), que narra la peripecia de un escritor que imagina una aventura de forma tan intensa que se ve forzado no menos a escribirla que a imaginarla. En 1933 Endore publicaría su obra más conocida El hombre lobo de París, un libro que narra la historia de un hombre lobo francés que se ve envuelto en las desgracias y masacres de la guerra franco-prusiana y la creación de la Comuna de París, esta novela la describen algunos expertos como el Drácula de los licántropos; Esta novela se convirtió en un best-seller aclamado tanto por el público como por la crítica. Con esto poco después el autor neoyorquino publicaría The sword of God: Joan of Arc (1933), una biografía sobre Juana de Arco y Babouk: the story of  a slave (1934), que trata sobre un esclavo afro-haitiano que guía a sus congéneres durante la guerra de independencia de dicho país a finales del siglo XVIII. Durante este periodo Endore también escribiría cuentos como The day of the dragon (1934), sobre un científico loco que logra traer dragones al mundo real, y que Brian Stableford señala como un antecedente de Jurassic Park Lazarus Returns (1935) un cuento de "fantasía talmúdica" y Men Of Iron (1940) un cuento de ciencia ficción sobre robots.

## Vida en Hollywood
Tras la fría repercusión de Babouk sobre las masas, Endore decidió mudarse a Hollywood para volverse guionista, sería más su incursión en el cine lo que lo volvería famoso y recordado ante la posteridad. Allí también conocería y trabaría amistad con otros escritores como Robert Bloch, quién de hecho prologó una edición del año 1992 de la novela El hombre lobo de París. El prestigio de esta obra le abrió las puertas a Endore para trabajar en guiones de películas fantásticas, terroríficas y sobrenaturales como:  La marca del vampiro (1935) y Muñecos infernales (1936) ambas dirigidas por Tod Browing, El cuervo (1935) dirigida por Lew Landers y protagonizada por Béla Lugosi y Boris Karloff y Mad love (1935) dirigida por Karl Freund y protagonizada por Peter Lorre.   

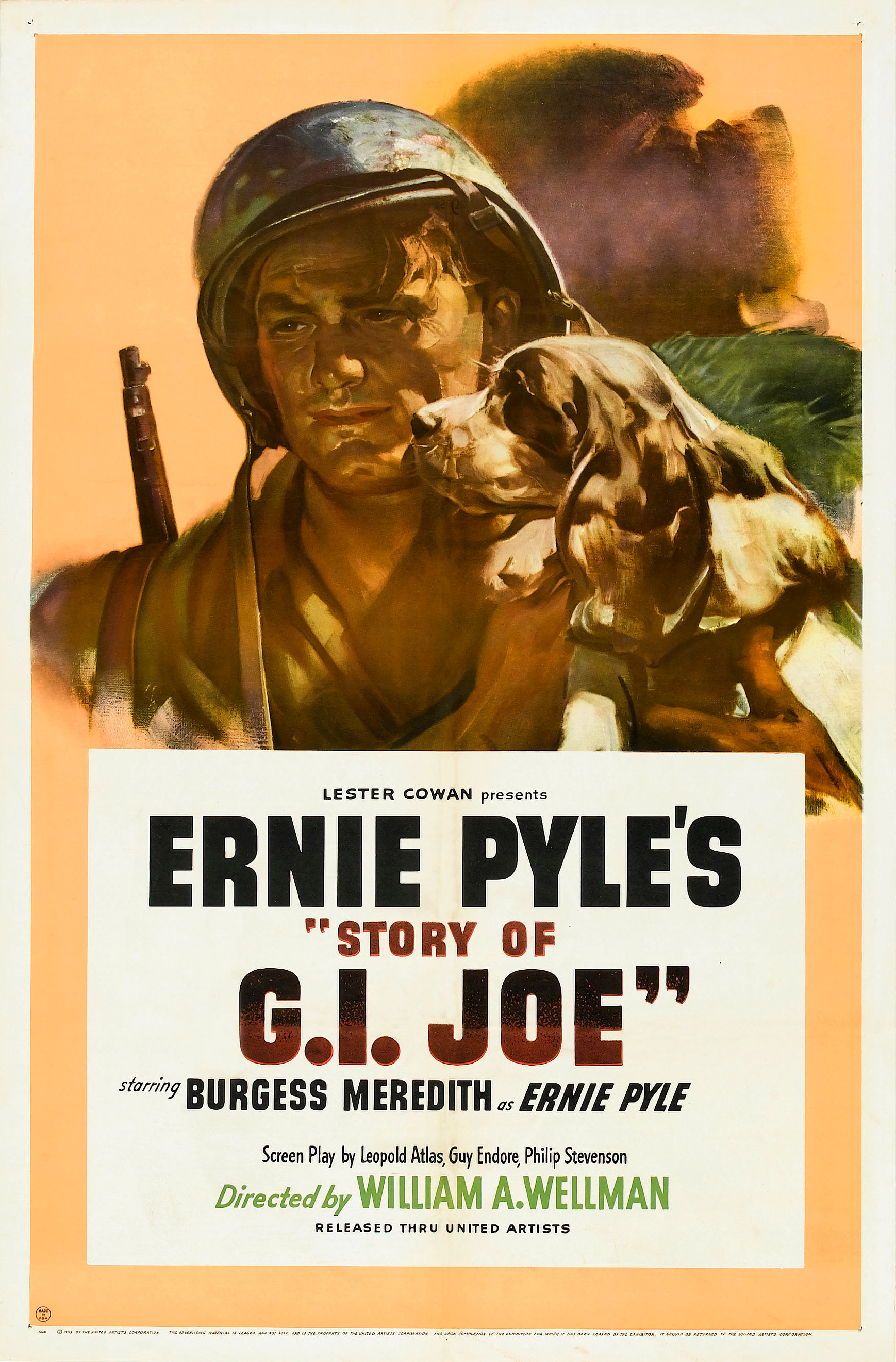
Póster promocional de la película "The Story of G.I.Joe" (1945).

Endore también guionizó películas de género bélico como: Song of Russia (1943) dirigida por Gregory Ratoff y protagonizada por Robert Taylor, película que presentaba una visión idealizada del sistema estalinista esto en una época donde dicho régimen estaba aliado con las potencias capitalistas angloamericanas. También trabajó en The story of G.I. Joe (1945) También somos seres humanos en español dirigida por William Wellman, que cuenta la historia del corresponsal de guerra Ernie Pyles que acompaña al ejército de los Estados Unidos durante la liberación de Italia a finales de la Segunda Guerra Mundial, esta película fue nominada a cuatro premios de la academia y ganó un Oscar a mejor actor de reparto. Otra importante película en la que participó Endore fue He ran all the Way (1951) Yo amé a un asesino o prisionera de un amor en español de John Berry y protagonizada por John Garfield, que trata sobre una mujer que conoce a un criminal en una piscina este último la obliga a esconderlo de la policía en su casa.
Otras importantes producciones en las que Endore trabajó fueron: Nueva Orleans, también llamada Lady from Louisiana de Bernard Vorhaus (1941), Johnny Allegro de Tod Tetzlaff (1949) y el musical Carefree (1938) de Mark Sandrich, protagonizado por Fred Astaire y Ginger Rogers. Durante su estancia en Hollywood Endore siguió escribiendo novelas y de hecho algunas de ellas serían adaptadas a la gran pantalla, ese fue el caso de Methinks the lady… (1945) un drama judicial que involucra elementos freudianos y a una protagonista que es una versión femenina del Dr. Jekyll y Mr. Hide -también se publicó con los títulos: The furies in her body o Nightmare.

## Adaptaciones cinematográficas
Aunque la obra literaria de Endore fue llevada en múltiples ocasiones a la gran pantalla nunca hubo una adaptación que fuera lo bastante fiel a sus novelas y cuentos ni tampoco que lograra obtener gran éxito. La primera adaptación de su trabajo no se haría en Estados Unidos sino en Argentina tomando como base ciertas premisas del cuento Lazarus Returns la película sería estrenada con el título El hombre que amé en el año 1947, este film fue dirigido por Alberto de Zavalía con guion de César Tiempo. Tiempo al parecer encontró el cuento del escritor norteamericano traducido al español en una revista hispano-argentina de historias Pulp llamada Narraciones Terroríficas en específico en el Número 7 publicado en 1939.
En 1975 se estrenaría en Brasil una película titulada A Mulher Do Desejo dirigida por Carlos Hugo Christensen la trama presenta varias similitudes con el drama argentino esto debido a que mucho del equipo que participó  en la producción de la cinta del país austral también participó en la producción de la versión brasileña.
Por otro lado, Methinks the lady... sería llevada a la gran pantalla bajo el título Whirlpool (1950) siendo dirigida por Otto Preminger y protagonizada por Gene Tierney, Richard Conte y José Ferrer. Finalmente, la obra más famosa de Endore, El hombre lobo de París, también sería convertida en película por la productora inglesa Hammer Film bajo el título The curse of the werewolf (1961) esta sería dirigida por Terence Fisher y protagonizada por Oliver Reed.
Es importante añadir que la obra de Endore sería adaptada a otros formatos: el 27 de junio de 1937 se hizo una adaptación radial en la cadena WCBS (AM) en la serie Columbia Workshop la obra fue adaptada por Lester Fuller con la producción y dirección de Edward A. Blatt e Irving Reis, con la música de Bernard Herrmann. Así mismo, la película The Curse of the Werewolf fue adaptada al cómic en la revista The House of Hammer específicamente en el número 10 con un guion escrito por Steve Moore e ilustrado por John Bolton. 

## Relación con los comunistas estadounidenses

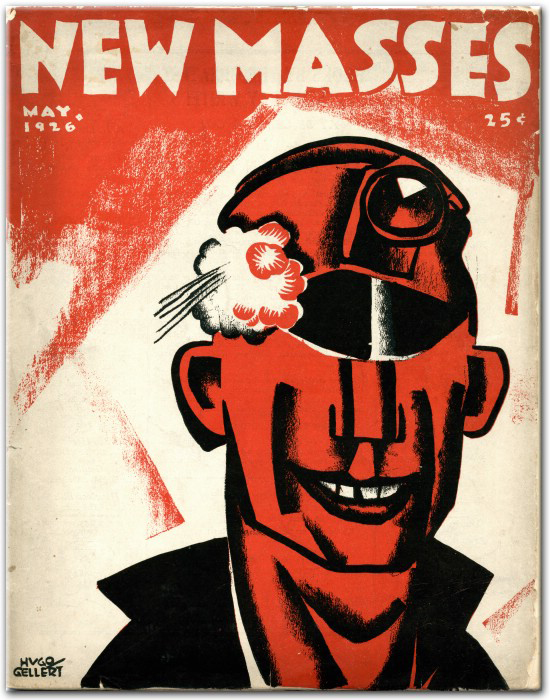
Portada de un ejemplar de la revista New Masses de mayo de 1926

Guy Endore comenzó a simpatizar y relacionarse con los movimientos comunistas de Estados Unidos mientras asistía a la Universidad de Columbia, su por entonces compañero de estudios Whittaker Chambers también tuvo una influencia decisiva en sus convicciones políticas.  Endore militó entre los comunistas estadounidenses durante, lo que Alfredo Arias denomina, “la década roja americana” que fue el periodo entre los años 30 y 40 donde el Partido Comunista local obtuvo su época de mayor auge e influencia entre los ciudadanos estadounidenses como producto de la crisis de 1929 y la gran depresión de los años treinta. Mientras vivía en Hollywood Endore aparte de militar en grupos de izquierda también escribió varios artículos y colaboró en varias publicaciones de similar ideología como: White and black, The New York Clipper y el más influyente de todos New Masses. 
Esta última era una publicación del Partido Comunista Estadounidense que se mantuvo activa entre 1926 y 1948 aquí se publicaban escritos, artículos y cuentos; la revista tenía una postura claramente antifascista, antirracista, antiimperialista, prosoviética, de apoyo a las masas obreras y en defensa de las minorías afroamericanas y de los emigrantes chicanos. En esta revista colaboraron autores importantes como Hugo Gellert, Michael Gold, Langston Hughes o el novelista John Dos Passos; además hubo otros autores que fueron populares en su momento y que participaron en la publicación como fue el caso de Paul William Ryan y Len Zinberg. Endore también militó en organizaciones como la League Against War and Fascism, la Hollywood Anti-Nazi League y la Civil Rights Congress.

## Caza de brujas del macartismo
Endore llegó a formar parte de la lista de "escritores comunistas" que Jack Warner –de la Warner BROS.– le entregó al macartismo a finales de 1947. Ese mismo año le informaron de que no le consideraban subversivo, lo que le llevó a declarar que “siento que fallo como ser humano y como escritor si no logro ser reconocido como subversivo para todo lo que este comité de investigación representa”. No obstante, su situación cambió el 19 de septiembre de 1951, cuando fue denunciado por Martin Berkeley ante el Comité de Actividades Antiestadounidenses (HUAC, por sus siglas en inglés) y, por lo tanto, fue incluido en la investigación que llevó a cabo el comité sobre la infiltración comunista en la industria del cine de Hollywood.
Aunque Endore nunca fue llamado a testificar ante ningún comité ni pasó tiempo en la cárcel, sí sufriría por las consecuencias que le trajo el macartismo, empezando porque su fertilidad literaria y cinematográfica comenzó a resentirse. Así mismo, algunos estudios lo pusieron en sus listas negras teniendo Endore que vender sus guiones usando el seudónimo de Harry Relis (este era el nombre del esposo de la hermana mayor de Henrietta, su esposa). Sin embargo, la consecuencia más grave es que toda la situación generada por el macartismo contribuyó a que su nombre cayera en el olvido. Otro golpe importante para la militancia de Endore fue el discurso sobre el culto a la personalidad de Nikita Jrushchov de 1956 en el que denunciaba los delitos de lesa humanidad del estalinismo, con lo cual Endore abandonó la lucha contra la lista negra unos años antes de que todos los simpatizantes comunistas de la industria del cine fueran rehabilitados.

## Activismo
Guy Endore es descrito por Alfredo Arias como un “humanista comprometido” eso se aprecia en varias de sus intervenciones antibelicistas y en defensa de las minorías raciales de Estados Unidos, este activismo lo haría de forma panfletaria. Un ejemplo muy conocido fue su oposición a las leyes Jim Crow, el sistema de segregación racial del sur de los Estados Unidos, y más específicamente su crítica al caso de los chicos de Scottsboro, que trataría en su panfleto The crime at Scottsboro, este caso consta de lo siguiente: nueve afroamericanos de entre 13 y 20 años fueron acusados de abusar sexualmente de dos mujeres blancas en 1931 en Alabama, se denunciaba que el juicio no fue justo porque incluyó entre otros: un linchamiento a uno de los sospechosos antes de ser acusados, jueces exclusivamente blancos, juicios apresurados y turbas revoltosas. 
Otro caso fue el asesinato de la laguna soñolienta, que él panfletearía como The sleepy lagoon mystery en 1944 (también llamado el Scottsboro chicano) donde 17 jóvenes mexicanos fueron encarcelados por asesinato, aunque no existieran pruebas o testigos oculares del hecho. Endore al investigar el caso se dio cuenta de la falta de pruebas, por lo que se dio a la tarea de escribir el panfleto antes mencionado, y llevó a cabo toda una campaña por radio para denunciar dichas irregularidades, al final sus intentos fueron exitosos logrando influir con su campaña en la opinión pública y logrando revocar el veredicto. 
Endore también apoyó un programa no gubernamental de rehabilitación de adictos a la droga, este era impulsado por la fundación Synanon, una controversial comuna del sur de California dedicada a rehabilitar a alcohólicos y adictos a las drogas. Él compuso un panfleto y escribió la historia de la comuna, este se llamó Synanon. Así mismo, Endore también llevó a cabo charlas en universidades, se conocen por lo menos dos: War yes, sex no (1962) pronunciada en la Universidad de California donde criticaba la incipiente intervención norteamericana en Vietnam en contraste con su moral puritana y Walk in Alabama (1967) sobre el movimiento de los derechos civiles de los afroamericanos en los sesenta.

## Últimos años
Tras el Macartismo Guy Endore enviaría su último guion para la película Captain Simbad (1963), que firmaría con el seudónimo Harry Relis, y volvería a la escritura de biografías noveladas, en 1956 publicaría King of París, una biografía sobre Alejandro Dumas, este libro sería nombrado en octubre de ese año como el libro del mes. Tres años después publicaría Detour at night (1959) una novela que cuenta la historia de Frank Willis un ex-profesor de lingüística que viaja a su pueblo natal en Indiana donde rememora muchos acontecimientos importantes de su vida. Otras novelas que publicaría durante los sesenta serían: Voltaire! Voltaire! (1961) biografía del filósofo francés, The heart and the mind, the story of Rousseau and Voltaire. (1962), Satan’s saint (1965) una novela sobre Marqués de Sade y Call me Shakespeare: a play in two acts (1966) esta última obra es un homenaje al dramaturgo isabelino. 

## Vida personal
Después de graduarse de la universidad se casó con Henrietta Portugal con quien se mudaría a Hollywood y tendrían dos hijas: Marcia y Gita. Endore “se oponía tanto a la superstición negativa, como al materialismo deshumanizador” por eso no es de extrañar que él se sintiera fascinado con fenómenos como la incapacidad de los personajes de controlar sus actos y el hipnotismo, eso se hace evidente en muchos de sus escritos y guiones como, por ejemplo: El hombre lobo de París donde su licántropo no puede controlar los arranques salvajes del monstruo que mora en su interior y Methinks the lady… donde la protagonista es hipnotizada por un médico. Otro ejemplo, son varias de sus películas que incluyen historias de personas hipnotizadas como: Mad love o Carefree. Así mismo, Endore estaba interesado en otros temas como: misticismo, yoga y teosofía. Se describía así mismo como: vegetariano, anti-viviseccionista, abstemio y no fumador.

## Fallecimiento
Guy Endore falleció el 12 de febrero de 1970 a los 68 años, en un hospital de Los Ángeles en California, de un ataque al corazón.

## Obra
A continuación, se muestra una lista completa de la obra de Endore, esta se ha agrupado en temáticas específicas. Vale aclarar que se ha omitido añadir a esta lista el cuento Wolf-girl presente en la antología Werewolf: Horror Stories of the Man-Beast (London: Severn House, 1987) de Peter Haining, supuesta mente este cuento fue publicado por Endore en The Argosy en diciembre de 1920, aunque parece ser que se trata más bien de un fraude.

### Literatura de ficción

#### Cuentos
- 1934,	The day of the dragon Recogido en la antología Alfred Hitchcock’s monster museum, Random House (1965).[5]
- 1935,	Lazarus Returns Recogido en Dennis Wheatley, A century of horror, Londres Hutchinson,.[5]
- 1940,	Men of Iron Recogido en la antología A decade of Fantasy and Science Fiction. Doubleday/SFBC. (1960).[14]

#### Novelas
- 1930,	The man from limbo
- 1933,	El hombre lobo de París
- 1945,	Methinks the lady…. también conocida como: The furies in her body o Nightmare.
- 1959	Detour at night. La edición británica se publicó con el título: Detour through Devon.

### Literatura de ficción histórica
- 1929,	Casanova: his known and unknown life. Biografía de Casanova.
- 1933,	The sword of God: Joan of Arc. Biografía de Juana de Arco.
- 1934	Babouk: the story of a slave
- 1956,	King of Paris. Biografía de Alejandro Dumas.
- 1961,  Voltaire! Voltaire!. Biografía de Voltaire y Rousseau. También se publicó bajo el nombre The heart and the mind: the story of Rousseau and Voltaire.
- 1965,	Satan’s saint: a novel about the Marquis De Sade. Biografía del Marqués de Sade.

### Teatro
- 1966,	Call me Shakespeare: a play in two acts

### Panfletos
- 1983,	The crime at Scottsboro
- 1944,	The sleepy lagoon mistery
- 1948,	Justice for Salcido
- 1968,	Synanon

### Traducciones
- 1929,	Alraune de Hanns Heinz Ewers
- 1929,	Le livre des bêtes qu’on appelle sauvages de André Demaison
- 1931,	Pecheur d’Islande de Pierre Loti
- 1941,	 Sensation Fair: Tales of Prague de Egon Erwin Kisch

### Películas
- 1935,	Rumba (musical)
- 1935,	The mark of vampire la marca del vampiro.
- 1935,	The Raven
- 1935,	Mad love
- 1936,	Muñecos infernales
- 1938,	Carefree (musical)
- 1941,	Nueva Orleans, también llamada Lady from Louisiana
- 1943,	Song of Russia
- 1945,	The story of G.I. Joe También somos seres humanos-.
- 1947,	Whirlpool
- 1949,	Johnny Allegro
- 1951,	He ran all the Way Prisionera de un amor o Yo amé a un asesino-.
- 1961,	The curse of the werewolfLa maldición del hombre lobo-.
- 1963,	Captain Simbad